# Đệ Ngũ Đại Hàn Dân Quốc
Đệ ngũ Đại Hàn Dân Quốc (Hangul: 대한민국 제5공화국) là tên gọi của chính phủ Hàn Quốc giai đoạn từ năm 1979 đến 1987. Trong thời kỳ này, đất nước nằm dưới quyền điều hành của tướng Chun Doo-hwan - một chiến hữu thân cận của cựu tổng thống Park Chung-hee. Nền cộng hòa thứ 5 chứng kiến những nỗ lực cải tổ cũng như đặt nền móng cho hệ thống dân chủ tương đối ổn định của đất nước cho nền cộng hòa thứ 6 kế tiếp.